# The Ties That Bind
"The Ties That Bind" je pjesma Brucea Springsteena s njegova petog albuma The River iz 1980. Snimljena je u The Power Stationu u New Yorku u svibnju ili lipnju 1979. Bila je to jedna od prvih pjesama koje je Springsteen napisao za The River; napisana je za vrijeme Darkness Toura 1978. Pjesma je često izvođena tijekom kasnog dijela turneje.
"The Ties That Bind" isprva je bila zamišljena kao naslovna pjesma albuma koji je trebao izaći 1979. Taj album naknadno je obnovljen i proširen pa je postao dvostruki album pod nazivom The River.
Pjesme s The River otkrivaju tenziju između potrebe za zajednicom i potrebe da se bude sam. "The Ties That Bind", zajedno s "Two Hearts" i "Out in the Street", jedna je od ključnih pjesama na albumu o potrebi za zajednicom.
"The Ties That Bind" tijekom godina je postala popularna koncertna pjesma, a do 2008. je izvedena više od 200 puta. Enciklopedija o Bruceu Springsteenu preuzela je naslov ove pjesme.

## Vanjske poveznice
- Stihovi "The Ties That Bind"  Arhivirana inačica izvorne stranice od 9. ožujka 2009. (Wayback Machine) na službenoj stranici Brucea Springsteena